# Шрот, Вальтер
Вальтер Шрот (нем. Walter Schroth; 3 июня 1882, Глумбовиц — 6 октября 1944, Бад-Наухайм) — генерал от инфантерии вермахта, кавалер Рыцарского креста Железного креста.

## Биография
Начал службу в Прусской армии 27 февраля 1902 года фанен-юнкером. 18 августа 1903 года зачислен лейтенантом в 46-й (1-й нижнесилезский) пехотный полк графа Кирхбаха. Участвовал в Первой мировой войне, за свои подвиги награждён Железным крестом обоих классов, рыцарским крестом королевского ордена дома Гогенцоллернов с мечами, почётным крестом княжеского дома Гогенцоллернов III класса с мечами, баварским орденом «За военные заслуги» IV класса с мечами, офицерским крестом ордена Альбрехта с мечами, рыцарским крестом ордена Фридриха с мечами и Ганзейским крестом Гамбурга.
1 февраля 1929 года произведён в подполковники, 1 октября 1930 года — в полковники, 1 октября 1933 года назначен командиром пехотной школы рейхсвера в Дрездене. 1 августа 1934 года произведён в генерал-майоры, 1 октября 1935 года генерал-майор Шрот был назначен командиром 1-й пехотной дивизии вермахта в Кёнигсберге. Штаб дивизии был переведён 3 февраля 1936 года в Инстербург, а 1 апреля того же года Шрот стал генерал-лейтенантом. 1 марта 1938 года возглавил 12-й армейский корпус вермахта, месяцем ранее был произведён в генералы от инфантерии. Участвовал в присоединении Судетской области 1 октября 1938 года.
Во время Второй мировой войны Шрот до 19 февраля 1942 года командовал своим 12-м корпусом. 9 июля 1941 года в звании генерала от инфантерии награждён Рыцарским крестом Железного креста за участие в боях за Брест-Литовск. 30 апреля 1942 года назначен командующим 4-го военного округа в Дрездене вместо генерала от инфантерии Эриха Вёльварта, 1 марта 1943 года уступил пост генералу от инфантерии Виктору фон Шведлеру. Через 2 месяца назначен командующим 12-го военного округа в Висбадене. Входил в так называемый «Почётный двор вермахта» (нем. Ehrenhof der Wehrmacht).
6 октября 1944 года Вальтер Шрот погиб в автокатастрофе у Бад-Наухайма. Его преемником на посту командующего 12-го военного округа стал генерал-лейтенант Пауль Даннхаузер.